# Zurgena
Zurgena – gmina w Hiszpanii, w prowincji Almería, w Andaluzji, o powierzchni 71,58 km². W 2011 roku gmina liczyła 3184 mieszkańców.